# Planetary Duality
Planetary Duality è il secondo album in studio del gruppo musicale technical death metal statunitense The Faceless, pubblicato nel 2008.

## Tracce
1. Prison Born – 1:59
2. The Ancient Covenant – 4:02
3. Shape Shifters – 0:44
4. Coldly Calculated Design – 3:41
5. XenoChrist – 5:01
6. Sons of Belial – 4:46
7. Legion of the Serpent – 4:27
8. Planetary Duality I: Hideous Revelation – 1:34
9. Planetary Duality II: A Prophecies Fruition – 5:28

## Formazione
- Derek Rydquist — voce
- Michael Keene — voce, chitarra
- Steve Jones — chitarra
- Brandon Giffin — basso
- Lyle Cooper — batteria